# Hermann-Holbein-Fahrzeugbau

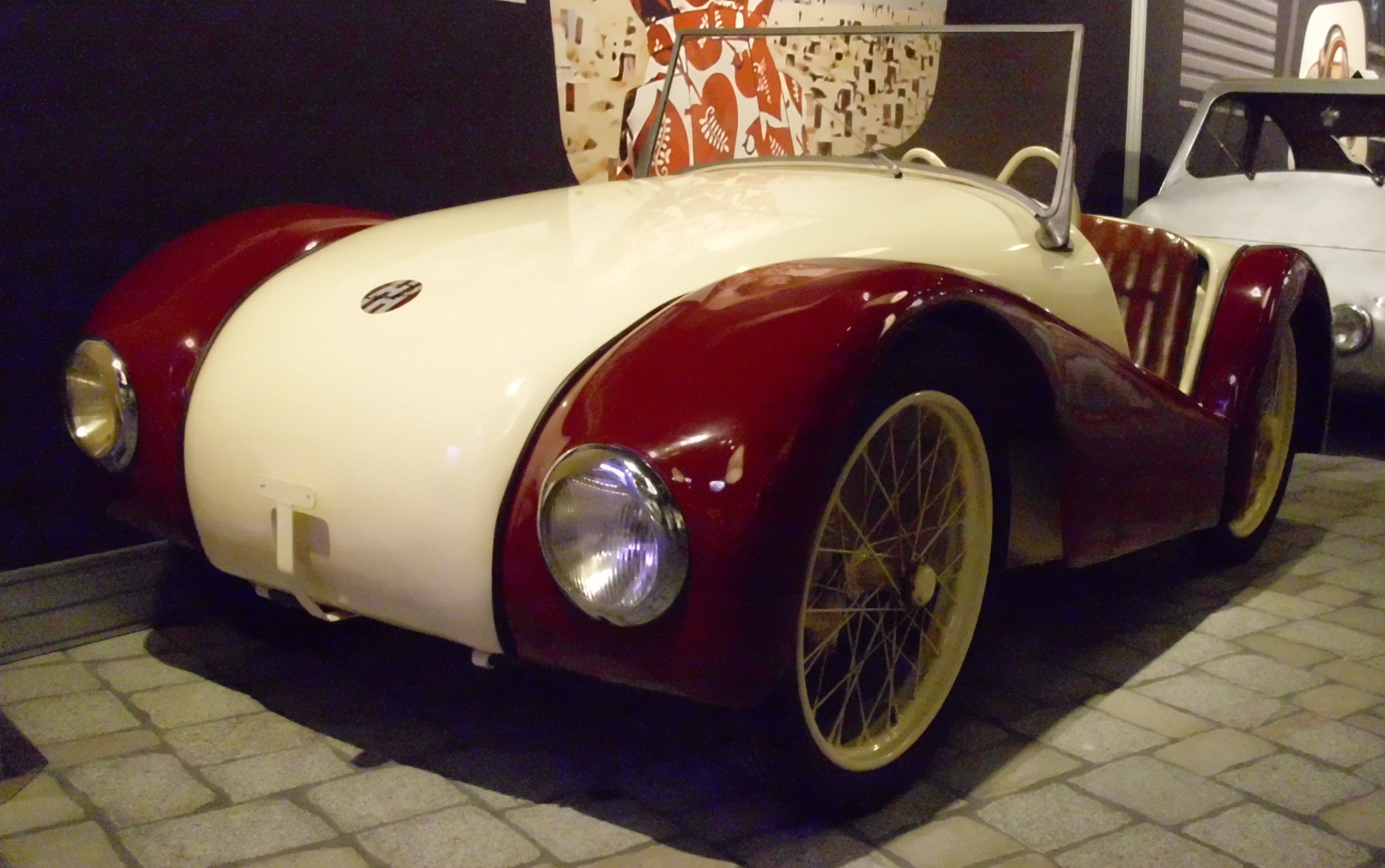
Champion Ch-2 von 1949 bis 1950

Hermann-Holbein-Fahrzeugbau war der Name eines deutschen Unternehmens in Herrlingen, das  Automobile herstellte. Die Autos wurden unter der Marken-Bezeichnung Champion auf den Markt gebracht.

## Unternehmensgeschichte
Der Autorennfahrer Hermann Holbein begann nach Ende des Zweiten Weltkriegs mit der Entwicklung eines Kleinstwagens. Die Zahnradfabrik Friedrichshafen AG arbeitete unter Leitung von Chefingenieur Albert Maier ebenfalls an der Entwicklung eines Kleinstwagens namens ZF Champion. Da ZF das Fahrzeug nicht selbst zur Serienreife entwickeln und dann produzieren wollte, übernahm Holbein laut Vertrag vom 12. Januar 1949 die Entwicklung von ZF. Die Serienfertigung begann im November 1949. 
Holbeins Unternehmens war zu klein, um dauerhaft bestehen zu können. So suchte er einen Partner und fand ihn in der Benteler International AG aus Bielefeld. Zusammen gründeten sie die Champion-Automobilbau GmbH. Neuer Produktionsort war Paderborn.

## Modelle
Nach den ersten Prototypen von ZF war der Champion Ch-1 von April 1949 das erste Fahrzeug dieses Unternehmens. Im Juni 1949 folgten zwei Exemplare des Champion Ch-2 mit stärkerem Motor. Die Serienfertigung lief von November 1949 bis Juni 1950. Darauf folgten ab März 1950 die Modelle Champion 250 und Champion 250 S. Im Mai 1950 entstanden die ersten Vorserienmodelle der Cabriolimousine Champion 400.